# Jakobsweiler
Jakobsweiler (pfälzisch: Joxwiller) ist eine Ortsgemeinde im Donnersbergkreis in Rheinland-Pfalz. Sie gehört der Verbandsgemeinde Kirchheimbolanden an.

## Geographische Lage
Der Ort liegt in der Nordpfalz direkt am Fuße des Donnersberges, der mit seinen 687 Metern auch der höchste Berg der Pfalz ist.

## Geschichte
Es wird vermutet, dass der Ort aus einer alten Ansiedlung aus der Römerzeit hervorgegangen ist, Nachweise für diese Theorie fehlen jedoch. Im Jahre 1190 bekam Jakobsweiler seinen Namen.
Im Jahr 1794 wurde das Linke Rheinufers im Ersten Koalitionskrieg besetzt. Von 1798 bis 1814 gehörte Jacobsweiler zum Kanton Kirchheim (auch Kanton Kirchheimbolanden genannt) im Departement Donnersberg.

## Politik

### Gemeinderat
Der Gemeinderat in Jakobsweiler besteht aus sechs Ratsmitgliedern, die bei der Kommunalwahl am 9. Juni 2024 in einer Mehrheitswahl gewählt wurden, und dem ehrenamtlichen Ortsbürgermeister als Vorsitzendem.

### Bürgermeister
Gido Freyer wurde am 10. Juli 2024 Ortsbürgermeister von Jakobsweiler. Bei der Direktwahl am 9. Juni 2024 hatte er sich mit einem Stimmenanteil von 70,8 % gegen eine Mitbewerberin durchgesetzt.
Freyers Vorgänger Helmut Niederauer war bei der Kommunalwahl 2024 nicht erneut als Ortsbürgermeister angetreten.

### Wappen
| Wappen von Jakobsweiler | Blasonierung: „Von Gold und Grün geteilt, oben ein grüner Eichenzweig mit drei grünen Eicheln und vier grünen Eichenblättern, unten ein mit dem Kopf nach links gewendeter goldener Drache.“ |
| Wappen von Jakobsweiler | Es wurde 1976 durch die Bezirksregierung Neustadt genehmigt. |

## Kultur und Sehenswürdigkeiten

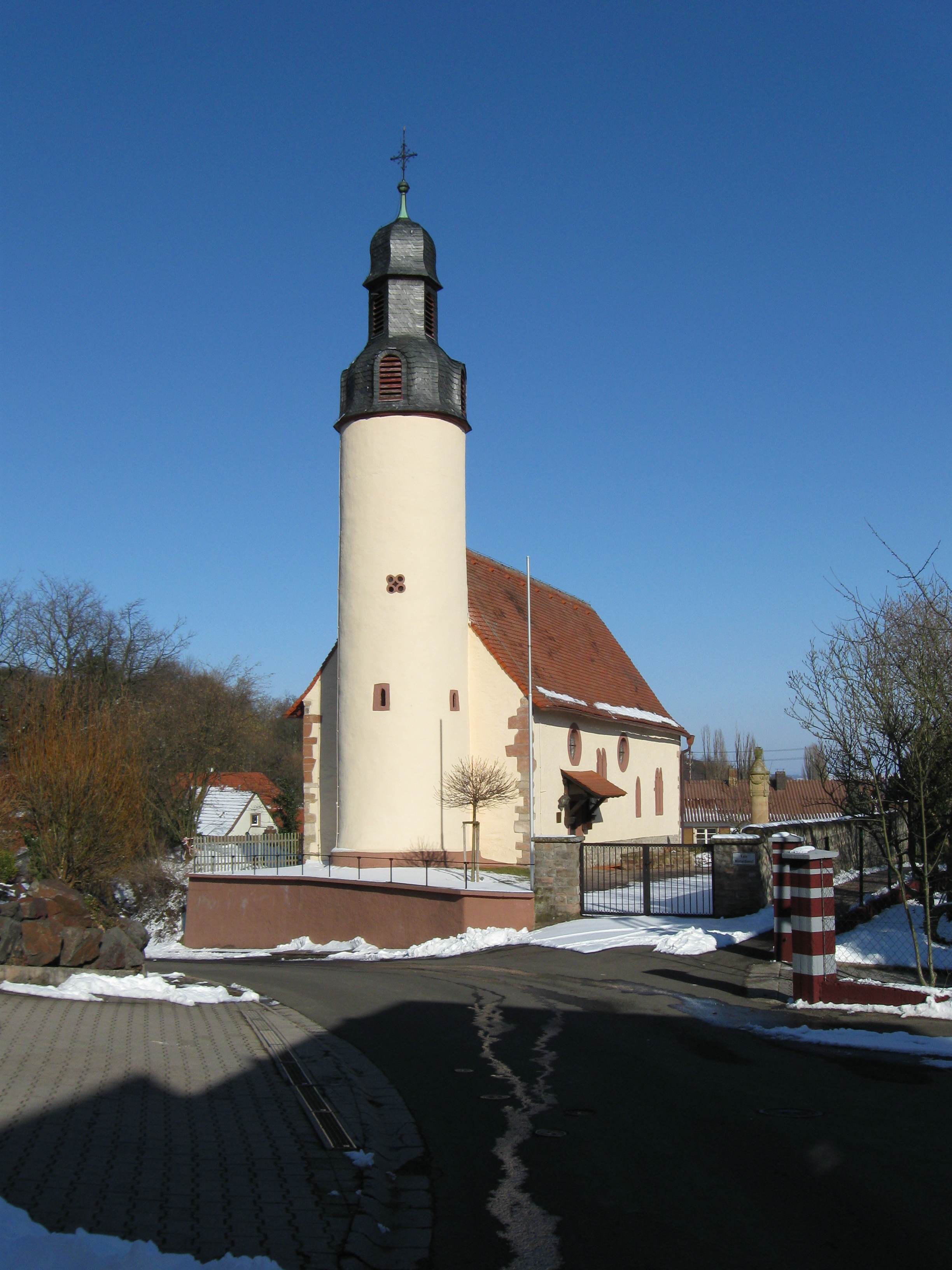
Wehrkirche aus dem 12. Jahrhundert

In Jakobsweiler steht eine gut erhaltene Wehrkirche aus dem 12. Jahrhundert. Jakobsweiler verfügt über das „Puppenstubenmuseum der 30er und 50er Jahre“ mit ständigen Wechselausstellungen.
Der Ort liegt am Kneipp-Kleeblattwanderweg und verfügt seit 2002 sowohl über ein Arm- als auch über ein Fußkneippbecken.
Der Jakobsweilerer Kerweumzug findet immer am ersten Sonntag im Oktober statt.
Siehe auch: Liste der Kulturdenkmäler in Jakobsweiler

## Wirtschaft und Infrastruktur
In kurzer Entfernung befindet sich südöstlich ein direkter Anschluss an die A 63 (Kaiserslautern-Mainz).